# Апостольский нунций в Иране
Апостольский нунций в Исламской Республике Иран — дипломатический представитель Святого Престола в Иране. Данный дипломатический пост занимает церковно-дипломатический представитель Ватикана в ранге посла. Апостольская нунциатура в Иране была учреждена на постоянной основе 2 мая 1953 года, в ранге интернунциатуры. Её резиденция находится в Тегеране.
В настоящее время Апостольским нунцием в Иране является архиепископ Анджей Юзвович, назначенный Папой Франциском 28 июня 2021 года.

## История
Апостольская делегатура в Персии существовала в стране с XIX века, она была учреждена Папой Пием IX, который отсоединил её от Апостольской делегатуры в Месопотамии.
Апостольская интернунциатура в Иране была учреждена 2 мая 1953 года, бреве «Quantum utilitatis» папы римского Пия XII, которым установил дипломатические отношения с Ираном.
Апостольская нунциатура в Иране была учреждена 25 марта 1965 года, бреве «Amicae necessitudinis» папы римского Павла VI.

## Апостольские нунции в Иране

### Апостольские делегаты
- Анри-Мари Амантон O.P. — (25 мая 1860 — 7 марта 1865, в отставке);[3]
- Николас Кастеллс O.F.M.Cap. — (23 ноября 1866[4] — 7 сентября 1873, до смерти);
- Дзаккария Фарчиулии O.F.M.Cap. — (7 сентября 1873[5] — 4 ноября 1873, до смерти);
- Огюстен-Пьер Клюзель C.M. — (30 марта 1874 — 12 августа 1882, до смерти);[6]
- Жак-Эктор Тома C.M. — (4 мая 1883 — 9 сентября 1890, в отставке);[7]
- Иларион-Жозеф Монтети C.M. — (13 февраля 1891 — 1896, в отставке);[8]
- Франсуа Лене C.M. — (20 апреля 1896 — 11 февраля 1910, до смерти);[9]
- Жак-Эмиль Сонтаг C.M. — (13 июля 1910 — 27 июля 1918, до смерти);
- Анджело Мария Дольчи — (27 июля 1918 — 21 декабря 1921);
- Адриано Сметс — (13 января 1922 — 1931);
- Эджидио Лари — (1 июня 1931 — 1935);
- Альчиде Марина C.M. — (7 марта 1936 — 1945);
- Паоло Паппалардо — (7 августа 1948 — 19 марта 1953 — назначен апостольским интернунцием в Сирии).

### Апостольские интернунции
- Раффаэле Форни — (31 июля 1953 — 24 сентября 1955 — назначен апостольским нунцием в Венесуэле);
- Джузеппе Паупини — (2 февраля 1956 — 25 февраля 1957 — назначен апостольским нунцием в Гватемале и Сальвадоре);
- Лино Дзанини — (24 августа 1957 — 16 июня 1959 — назначен апостольским нунцием в Доминиканской Республике);
- Витторе Уго Риги — (13 июля 1959 — 1 февраля 1964 — назначен апостольским нунцием в Парагвае);
- Сальваторе Аста — (23 марта 1964 — 1966 — назначен апостольским про-нунцием.

### Апостольские про-нунции
- Сальваторе Аста — (1966 — 7 июня 1969 — назначен апостольским нунцием в Турции);
- Паолино Лимонджи — (9 июля 1969 — 1971, в отставке);
- Эрнесто Галлина — (13 марта 1971 — 4 января 1976, в отставке);
- Аннибале Буньини C.M. — (4 января 1976 — 3 июля 1982, до смерти);
- Джованни Де Андреа — (26 января 1983 — 22 ноября 1986 — назначен апостольским нунцием в Алжире и Тунисе, а также апостольским делегатом в Ливии);
- Джон Булайтис — (11 июля 1987 — 30 ноября 1991 — назначен апостольским нунцием в Корее);
- Ромео Панчироли M.C.C.I. — (18 марта 1992 — 1 февраля 1994 — назначен апостольским нунцием).

### Апостольские нунции
- Ромео Панчироли M.C.C.I. — (1 февраля 1994 — апрель 1999, в отставке);
- Анджело Моттола — (16 июля 1999 — 25 января 2007 — назначен апостольским нунцием в Черногории);
- Жан-Поль-Эме Гобель — (10 октября 2007 — 5 января 2013 — назначен апостольским нунцием в Египте);
- Лео Боккарди — (11 июля 2013 — 11 марта 2021 — назначен апостольским нунцием в Японии);
- Анджей Юзвович — (28 июня 2021 — по настоящее время).